# Canoa/kayak ai Giochi della XXVIII Olimpiade - K1 500 metri femminile

## Batterie
Hanno partecipato alle batterie di qualificazione 23 atlete, suddivise in 3 batterie di qualificazione: le prime di ogni batteria si sono qualificate direttamente per la finale e le successive sei per le semifinali; do conseguenza solamente due atlete sono state eliminate al primo turno.
24 agosto 2004
| Posizione | Atleta                | Paese      | Tempo       |
| --------- | --------------------- | ---------- | ----------- |
| 1         | Natasa Janics         | Ungheria   | 1:49.870 QF |
| 2         | Katrin Wagner         | Germania   | 1:53.234 QS |
| 3         | Larissa Peisakhovitch | Israele    | 1:54.234 QS |
| 4         | Li Ting               | Cina       | 1:55.474 QS |
| 5         | Nathalie Marie        | Francia    | 1:57.342 QS |
| 6         | Fernanda Lauro        | Argentina  | 1:59.474 QS |
| 7         | Doan Thi Cach         | Vietnam    | 2:06.126 QS |
| -         | Natalya Sergeyeva     | Kazakistan | SQ          |

| Posizione | Atleta             | Paese       | Tempo       |
| --------- | ------------------ | ----------- | ----------- |
| 1         | Caroline Brunet    | Canada      | 1:50.366 QF |
| 2         | Josefa Idem        | Italia      | 1:50.466 QS |
| 3         | Petra Santy        | Belgio      | 1:52.834 QS |
| 4         | Lucy Hardy         | Regno Unito | 1:54.518 QS |
| 5         | Michaela Strnadova | Rep. Ceca   | 1:55.806 QS |
| 6         | Yulia Borzova      | Uzbekistan  | 1:56.586 QS |
| 7         | Amanda Rankin      | Australia   | 1:56.678 QS |
| 8         | Sarce Aronggear    | Indonesia   | 2:03.790    |

| Posizione | Atleta                      | Paese       | Tempo       |
| --------- | --------------------------- | ----------- | ----------- |
| 1         | Marcela Erbanova            | Slovacchia  | 1:53.508 QF |
| 2         | Aneta Pastuszka             | Polonia     | 1:53.840 QS |
| 3         | Athina-Theodora Alexopoulou | Grecia      | 1:54.828 QS |
| 4         | Jenni Honkanen              | Finlandia   | 1:55.244 QS |
| 5         | Carrie Johnson              | Stati Uniti | 1:57.708 QS |
| 6         | Olga Kostenko               | Russia      | 1:58.520 QS |
| 7         | Miyuki Shirata              | Giappone    | 2:00.860 QS |

## Semifinali
Le prime tre atlete di ogni semifinale si sono qualificate per la finale.
26 agosto 2004
| Posizione | Atleta                      | Paese     | Tempo       |
| --------- | --------------------------- | --------- | ----------- |
| 1         | Katrin Wagner               | Germania  | 1:52.630 QF |
| 2         | Jenni Honkanen              | Finlandia | 1:53.050 QF |
| 3         | Li Ting                     | Cina      | 1:53.598 QF |
| 4         | Petra Santy                 | Belgio    | 1:54.534    |
| 5         | Athina-Theodora Alexopoulou | Grecia    | 1:54.950    |
| 6         | Olga Kostenko               | Russia    | 1:55.766    |
| 7         | Michaela Strnadova          | Rep. Ceca | 1:56.154    |
| 8         | Amanda Rankin               | Australia | 1:56.198    |
| 9         | Fernanda Lauro              | Argentina | 2:00.198    |

| Posizione | Atleta                | Paese       | Tempo       |
| --------- | --------------------- | ----------- | ----------- |
| 1         | Josefa Idem           | Italia      | 1:50.844 QF |
| 2         | Larissa Peisakhovitch | Israele     | 1:55.096 QF |
| 3         | Lucy Hardy            | Regno Unito | 1:56.432 QF |
| 4         | Carrie Johnson        | Stati Uniti | 1:56.712    |
| 5         | Nathalie Marie        | Francia     | 1:57.944    |
| 6         | Yulia Borzova         | Uzbekistan  | 1:59.560    |
| 7         | Miyuki Shirata        | Giappone    | 2:03.076    |
| 8         | Doan Thi Cach         | Vietnam     | 2:06.692    |
| -         | Aneta Pastuszka       | Polonia     | SQ          |

## Finale
28 agosto 2004
| Posizione | Atleta                | Paese       | Tempo    |
| --------- | --------------------- | ----------- | -------- |
|           | Natasa Janics         | Ungheria    | 1:47.741 |
|           | Josefa Idem           | Italia      | 1:49.729 |
|           | Caroline Brunet       | Canada      | 1:50.601 |
| 4         | Katrin Wagner         | Germania    | 1:52.557 |
| 5         | Marcela Erbanova      | Slovacchia  | 1:52.685 |
| 6         | Larissa Peisakhovitch | Israele     | 1:53.089 |
| 7         | Lucy Hardy            | Regno Unito | 1:53.717 |
| 8         | Jenni Honkanen        | Finlandia   | 1:53.937 |
| 9         | Li Ting               | Cina        | 1:54.473 |